# Jiangxi (köping i Kina, Zhejiang)
Jiangxi (kinesiska: 江溪, 江溪镇) är en köping i Kina. Den ligger i provinsen Zhejiang, i den östra delen av landet, omkring 280 kilometer söder om provinshuvudstaden Hangzhou.
Genomsnittlig årsnederbörd är 2 185 millimeter. Den regnigaste månaden är juni, med i genomsnitt 294 mm nederbörd, och den torraste är januari, med 75 mm nederbörd.